# Cooper Smeaton
Pour les articles homonymes, voir Smeaton.
Temple de la renommée : 1961
James Cooper Smeaton (né le 22 juillet 1890 à Carleton Place en Ontario au Canada – mort le 3 octobre 1978 à Montréal) est un arbitre de hockey sur glace et également un entraîneur au début du XXe siècle.

## Biographie
Smeaton pratique dans sa jeunesse un peu tous les sports mais se tourne rapidement vers le hockey sur glace. Il devient arbitre et est nommé pour officié dans l'Association nationale de hockey par Frank Calder. Sa première sortie est lors d'une rencontre entre les Canadiens de Montréal et les Wanderers de Montréal. Il est alors pris à partie par Édouard Lalonde contre qu'il siffle un hors-jeu.
Trois ans plus tard, il s'enrôle dans les Forces canadiennes pour la Première Guerre mondiale. Il est de retour un an plus tard en Amérique du Nord et devient un des premiers arbitre de la Ligue nationale de hockey pour sa première saison en 1917-1918.
En 1930-1931, il devient entraîneur dans la LNH pour la nouvelle équipe des Quakers de Philadelphie. L'équipe ne joue qu'une saison, l'unique de Smeaton en tant qu'entraîneur. Il est admis au Temple de la renommée du hockey en 1961 en même temps que Chaucer Elliott et Mickey Ion. Ils sont alors les trois premiers arbitres à intégrer le Temple.